# Yaeko Yamazaki
Yaeko Yamazaki (jap. 山崎 八重子 Yamazaki Yaeko; ur. 2 września 1950 w Ōmucie) – japońska siatkarka. Srebrna medalistka igrzysk olimpijskich w Monachium. Rozegrała jeden mecz w fazie grupowej przeciwko Korei Północnej oraz spotkanie półfinałowe ze Związkiem Radzieckim.